# Żarnów
Żarnów is een dorp in de Poolse woiwodschap Łódź. De plaats maakt deel uit van de gemeente Żarnów en telt 870 inwoners.

## Geboren
- Yisrael Kristal (1903–2017), overlevende Holocaust en van 2016 tot zijn overlijden oudste nog levende man ter wereld.